# جیم مک‌براید
جیم مک‌براید (انگلیسی: Jim McBride؛ زادهٔ ۱۶ سپتامبر ۱۹۴۱) کارگردان، فیلم‌نامه‌نویس و تهیه‌کننده اهل ایالات متحده آمریکا است. از فیلم‌هایش خاطرات دیوید هولتزمن، گلن و راندا و راحتی بزرگ را می‌توان نام برد.